# Moussa Djenepo
Moussa Djenepo (Bamako, 15 juni 1998) is een Malinees voetballer die doorgaans als middenvelder speelt. Hij verruilde Standard Luik in juli 2019 voor Southampton, dat circa €16.000.000,- voor hem betaalde. Djenepo debuteerde in 2018 in het Malinees voetbalelftal.

## Carrière
In januari 2017 nam Standard Luik Djenepo voor zes maanden op huurbasis over van het Malinese Yeelen Olympique. In de zomer maakte hij definitief de overstap. Op 27 augustus 2017 debuteerde hij onder trainer Ricardo Sá Pinto op negentienjarige leeftijd zijn officieel debuut voor Standard Luik. De jonge middenvelder mocht in de uitwedstrijd tegen Club Brugge invallen voor Paul-José Mpoku. Zijn eerste doelpunt voor Standard Luik maakte hij op 11 maart 2018 in een met 2–3 gewonnen wedstrijd op het veld van KV Oostende.

## Clubstatistieken
| Seizoen     | Club          | Competitie     | Competitie | Competitie | Competitie | Beker | Beker | Beker | Internationaal | Internationaal | Internationaal | Totaal | Totaal | Totaal |
| Seizoen     | Club          | Competitie     | Wed.       | Dlp.       | Ass.       | Wed.  | Dlp.  | Ass.  | Wed.           | Dlp.           | Ass.           | Wed.   | Dlp.   | Ass.   |
| ----------- | ------------- | -------------- | ---------- | ---------- | ---------- | ----- | ----- | ----- | -------------- | -------------- | -------------- | ------ | ------ | ------ |
| 2017/18     | Standard Luik | Eerste klasse  | 17         | 1          | 1          | 5     | 0     | 0     | —              | —              | —              | 22     | 1      | 1      |
| 2018/19     | Standard Luik | Eerste klasse  | 32         | 8          | 5          | 1     | 0     | 0     | 6              | 3              | 1              | 39     | 11     | 6      |
| Club Totaal | Club Totaal   | Club Totaal    | 49         | 9          | 6          | 6     | 0     | 0     | 6              | 3              | 1              | 61     | 12     | 7      |
| 2019/20     | Southampton   | Premier League | 18         | 2          | 2          | 2     | 0     | 0     | —              | —              | —              | 20     | 2      | 2      |
| 2020/21     | Southampton   | Premier League | 27         | 1          | 0          | 4     | 1     | 0     | —              | —              | —              | 31     | 2      | 0      |
| 2021/22     | Southampton   | Premier League | 12         | 0          | 0          | 4     | 0     | 0     | —              | —              | —              | 16     | 0      | 0      |
| 2022/23     | Southampton   | Premier League | 10         | 0          | 1          | 1     | 0     | 0     | —              | —              | —              | 11     | 0      | 1      |
| Club Totaal | Club Totaal   | Club Totaal    | 67         | 3          | 3          | 11    | 1     | 0     | 0              | 0              | 0              | 78     | 4      | 3      |
| TOTAAL      | TOTAAL        | TOTAAL         | 116        | 12         | 9          | 17    | 1     | 0     | 6              | 3              | 1              | 139    | 16     | 10     |

## Interlandcarrière
Djenepo nam met Mali deel aan het UEMOA Toernooi 2016 - waar de finale gehaald werd - en aan het Afrikaans kampioenschap –20 van 2017. Hij debuteerde op 6 oktober 2017 in het Malinees voetbalelftal, in een kwalificatiewedstrijd voor het WK 2018 thuis tegen Ivoorkust (0–0). Djenepo maakte op 23 maart 2019 zijn eerste interlandgoal. Hij maakte toen de 2–0 in een met 3–0 gewonnen kwalificatiewedstrijd voor het Afrikaans kampioenschap 2019 thuis tegen Zuid-Soedan. Hij speelde drie wedstrijden op het Afrikaans kampioenschap 2019 zelf, zijn eerste grote eindtoernooi.

## Erelijst
| Beker van België | 1x | 2017/18 |

3 Ngoy ·
4 Šutalo ·
5 Bolingoli ·
6 Sotiris ·
7 Bulat ·
8 Price ·
9 Zeqiri ·
10 Đukanović ·
11 Ayensa ·
13 Fossey ·
14 Kuavita ·
15 Doumbia ·
17 Camara ·
19 Badamosi ·
20 Karamoko ·
24 O'Neill ·
25 Hautekiet ·
29 Dierckx ·
30 Henkinet ·
40 Epolo ·
41 Szalai ·
44 Bates ·
45 Godfroid ·
51 Noubi ·
53 Calut ·
77 Hountondji ·
88 Lawrence ·
99 Poitoux ·
Coach: Leko